# Wim Wenders
Wilhelm Ernst Wenders (Düsseldorf, 14 de agosto de 1945), conocido como Wim Wenders, es un guionista, productor, fotógrafo, actor y director de cine alemán, que también ha trabajado en los Estados Unidos. Se convirtió en una de las figuras más influyentes de la ola del Nuevo Cine Alemán, un movimiento que surgió en la década de 1960 y que todavía influye enormemente en la escena cinematográfica alemana.

## Biografía
Wenders nació en Düsseldorf en el seno de una familia tradicionalmente católica. Su padre, Heinrich Wenders, era cirujano. El nombre holandés "Wim" es una versión abreviada del nombre de pila "Wilhelm". De niño, Wenders viajaba solo a Ámsterdam para visitar el Rijksmuseum. Se graduó del instituto en Oberhausen, en la cuenca del Ruhr. Posteriormente, estudió medicina en la Universidad de Friburgo (1963-1964) y filosofía en la Universidad de Düsseldorf (1964-1965), pero abandonó sus estudios y se mudó a París en octubre de 1966 para convertirse en pintor. Suspendió el examen de acceso a la escuela nacional de cine de Francia, IDHEC (actualmente La Fémis), y en su lugar se convirtió en grabador en el estudio de Johnny Friedlaender en Montparnasse. Durante esta época, se fascinó con el cine y veía hasta cinco películas al día en el cine local.
Decidido a convertir su obsesión en la obra de su vida, regresó a Alemania en 1967 para trabajar en la oficina de United Artists en Düsseldorf. Ese otoño, ingresó en la Universidad de Televisión y Cine de Múnich (HFF).  Entre 1967 y 1970, mientras estaba en la HFF, también trabajó como crítico de cine para FilmKritik, el diario muniqués Süddeutsche Zeitung, la revista Twen y Der Spiegel.

## Trayectoria
La carrera de Wenders comenzó a finales de la década de 1960, la era del Nuevo Cine Alemán. En 1967 realizó su primer corto Escenario (Schauplätze).  Al año siguiente hizo otros tres: El mismo jugador dispara de nuevo (Same Player Shoots Again), Klappenfilm, dirigido junto a Gerhard Theuring, y Victor I. El mismo año empieza a colaborar como crítico en Filmkrit y Suddeutsche Zeitung. Gran parte de la cinematografía distintiva en sus películas es el resultado de una colaboración a largo plazo con el director de fotografía holandés Robby Müller.  Wenders hizo su debut como director de cine con Verano en la ciudad (1970), su proyecto de graduación en la Hochschule, a la que asistió de 1967 a 1970. Filmada en 16 mm en blanco y negro por Müller, la película exhibió muchos de los temas característicos posteriores de Wenders: búsqueda sin rumbo, huida de demonios invisibles y vagabundeo persistente hacia una meta indeterminada. El protagonista Hans (Zischler) es liberado de prisión y, después de buscar por las sórdidas calles y bares de Alemania Occidental, visita a un viejo amigo en Berlín.
Wenders dirigió posteriormente "El miedo del portero al penalti" , titulada "La ansiedad del portero ante el penalti" en Estados Unidos. La película fue una adaptación de la novela corta de Peter Handke de 1970. Posteriormente, dirigió el drama de época "La letra escarlata" (1973), adaptado de la novela homónima de Nathaniel Hawthorne de 1850. De 1974 a 1976, Wender dirigió la trilogía "Road Movies". La primera película de la trilogía fue "Alicia en las ciudades" (1974), rodada en 16 mm. Las dos últimas películas son "Falso movimiento" (1975) y "Los Reyes de la carretera" (1976), esta última ganadora del Premio FIPRESCI en el Festival de Cine de Cannes de 1976.
Habiendo nacido en una época en la que Alemania comenzó a girar hacia la cultura estadounidense para olvidar su propio pasado, Wenders tiende a explorar en sus películas la presencia estadounidense en el inconsciente europeo, o más concretamente la americanización de la Alemania de posguerra (un personaje suyo al cantar una tonadilla en inglés dice "estamos colonizados").
Con tres películas su nombre se afianza: en 1974 Alicia en las ciudades, Falso movimiento (que parte del Wilhelm Meister de Goethe) y En el curso del tiempo (1975), para muchos sus obras maestras de juventud. Con El amigo americano (1977), basada en la novela El juego de Ripley, de Patricia Highsmith, Wenders fue conocido internacionalmente. 
A partir de ese momento, e instalado en parte en los Estados Unidos (con Coppola y Fred Ross), Wenders comenzó lo que podría denominarse su etapa más prolífica, encadenando títulos experimentales como Lightning Over Water (Relámpago sobre el agua) (1980), documental sobre la agonía y muerte del director Nicholas Ray, que lo codirigió, y Hammett, 1982, El estado de las cosas (1982) con historias intimistas como Paris, Texas (1984), El cielo sobre Berlín (1987) o su secuela ¡Tan lejos, tan cerca! (1993).
En 1985, había rodado una película singular, Tokio-Ga, sobre la vida del director japonés Yazujiro Ozu, el director con el que, dijo, más había aprendido en su vida. También rodó en Portugal, entre otros lugares, donde conoció al director Raúl Ruiz, e hizo filmes-homenaje a Antonioni y Ray.
En 1998 filmó, con un grupo reducido, Buena Vista Social Club, sobre un grupo de olvidados pero legendarios músicos cubanos, cuyas edades oscilaban entre los 60 y 80 años. Este documental registra el regreso a Cuba del músico estadounidense Ry Cooder, momento en el que se reúne con el vocalista cubano Ibrahim Ferrer y el resto de los músicos para grabar un álbum. Este singular documento recoge a los músicos en el estudio donde les registraban y además rastrea sus vidas en una La Habana filmada evocadoramente.
Entre sus últimas producciones, está el largometraje rodado en formato digital Llamando a las puertas del cielo (2005). En septiembre de 2009, estaba a punto de empezar a rodar con su amiga Pina Bausch un documental en 3-D sobre el modo de observar el mundo de esta coreógrafa, pero, tras dos años de preparación, esta murió. Pese a todo, llegará a filmar Pina en 2011 con el apoyo de los miembros de la compañía de esa artista (el "Wuppertal Dance Theatre"), que insistireron en seguir, como un homenaje a la gran creadora de la danza actual. Se pusieron como condición no poner datos biográficos ni hacer entrevistas con conocidos, sólo basarse en sus coreografías.
Además de largometrajes, Wenders también ha tenido una importante actividad como director de cortometrajes, de documentales y de programas para la televisión, así como guionista, productor e incluso actor.

## Filmografía

#### Cortometrajes
- Same player shoots again (1968)
- Silver city revisited (1969)
- Polizefilm (1969)
- 3 American LPs (1969)
- Alabama: 2000 light years from home (1969)
- Reverse angle: ein brief aus New York (1985)
- Arisha, the bear and the stone ring (1993). Mediometraje
- Ten Minutes Older (2002), segmento "Twelve Miles to Trona"
- Barilla: Il lavoro continua/Wheatfields (2002)
- The other side of the road (2002)
- A cada uno su cine (2007), segmento "War in pace"
- Ocho (2008), segmento "Person to person"
- Magnum. Feiere den moment (2014)
- Jil Sander: spring/summer 2018 campaing (2017)
- A future together (2021)
- Présence (2022)

#### Largometrajes
- Verano en la ciudad (Summer in the City, 1971), dedicado a The Kinks; guion: Wim Wenders
- El miedo del arquero al tiro penal / El miedo del portero ante el penalti (Die Angst des Tormanns beim Elfmeter, 1972); guion: Wim Wenders basado en la novela homónima de Peter Handke
- La letra escarlata (Der scharlachrote Buchstabe, 1973); guion: Wim Wenders, Ursula Ehler y Bernardo Fernández, basado en la novela homónima de Nathaniel Hawthorne
- Alicia en las ciudades (Alice in den Städten, 1974); guion: Wim Wenders, Veith von Fürstenberg
- Falso movimiento (Falsche Bewegung, 1975); guion: Peter Handke
- En el curso del tiempo (Im Lauf der Zeit, 1976); guion: Wim Wenders.
- El amigo americano (Der amerikanische Freund, 1977); guion: Wim Wenders basado en la novela de Patricia Highsmith  Ripley's Game
- El estado de las cosas (Der Stand der Dinge, 1982); guion: Wim Wenders, Robert Kramer
- El hombre de Chinatown (Hammett, 1982); guion: Ross Thomas y Dennis O'Flaherty, adaptación de Thomas Pope basada en el libro de Joe Gores, terminada casi en su totalidad por Francis Ford Coppola
- París, Texas (Paris, Texas, 1984); guion: Sam Shepard
- El cielo sobre Berlín (Der Himmel über Berlin, 1987); guion: Wim Wenders y Peter Handke
- Hasta el fin del mundo (Bis ans Ende der Welt, 1991); guion: Peter Carey y Wim Wenders según un argumento de Wim Wenders y Solveig Dommartin
- ¡Tan lejos, tan cerca! (In weiter Ferne, so nah!, 1993); guion: Wim Wenders, Ulrich Zieger, Richard Reitinger, secuela de El cielo sobre Berlín
- Historias de Lisboa (Lisbon Story, 1994); guion: Wim Wenders
- Más allá de las nubes (Al di là delle nuvole, 1995). Dirección: Michelangelo Antonioni y Wim Wenders. Guion: Tonino Guerra, Michelangelo Antonioni y Wim Wenders según relatos de Michelangelo Antonioni
- El final de la violencia (The end of violence, 1997); guion: Nicholas Klein, Wim Wenders
- El hotel del millón de dólares (The Million Dollar Hotel, 2000); guion: Nicholas Klein, según un argumento de Bono (U2) y Nicholas Klein.
- Tierra de abundancia (Land of Plenty, 2004); guion: Scott Derrickson
- Llamando a las puertas del cielo (Don´t Come Knocking, 2005); guion: Sam Shepard y Wim Wenders
- Palermo Shooting (2008); guion: Norman Ohler y Wim Wenders
- Todo saldrá bien (Every Thing Will Be Fine, 2015)
- Los hermosos días de Aranjuez (Les Beaux Jours d'Aranjuez, 2016), adaptación a la pantalla de una pieza de teatro de Peter Handke
- Inmersión / Siempre te esperaré (Submergence, 2017)
- Días perfectos (Perfect Days, 2023)

#### Documentales
- Relámpago sobre el agua (Lightning over water) (1980) - Codirección: Nicholas Ray
- Habitación 666 (1982, TV)
- Tokio-Ga (Tokyo-Ga) (1985), documental sobre Yasujirō Ozu.
- Notebook on cities and clothes (1989)
- Lumière y compañía (1995). Película de episodios dirigida por cuarenta directores internacionales
- Los hermanos Skladanowsky (Die Gebrüder Skladanowsky, en inglés A trick of the light) (1995), guion: Wim Wenders con estudiantes de la Universidad de Televisión y Cine de Múnich
- Willie Nelson at the Teatro (1998)
- Buena Vista Social Club (1999)
- Viel passiert - Der BAP film (2001)
- El alma de un hombre (The soul of a man) (2003)
- Invisibles (2007) (capítulo Crímenes invisibles)
- Il volo (2010)
- Pina (Pina – tanzt, tanzt sonst sind wir verloren) (2011), sobre el legado de la coreógrafa Pina Bausch
- La sal de la tierra (2014)
- Catedrales de la cultura (2014). Película dirigida por seis directores internacionales
- El Papa Francisco: un hombre de palabra (2018)
- Anselm (2023)

## Premios y distinciones
Premios Óscar
| Año  | Categoría                 | Película                | Resultado |
| ---- | ------------------------- | ----------------------- | --------- |
| 2000 | Mejor largo documental    | Buena Vista Social Club | Nominado  |
| 2012 | Mejor largo documental    | Pina                    | Nominado  |
| 2015 | Mejor largo documental    | La sal de la tierra     | Nominado  |
| 2024 | Mejor película extranjera | Perfect Days            | Nominado  |

Festival Internacional de Cine de Cannes
| Año  | Categoría                                      | Película               | Resultado |
| ---- | ---------------------------------------------- | ---------------------- | --------- |
| 1984 | Palma de Oro                                   | París, Texas           | Ganador   |
| 1984 | Premios FIPRESCI                               | París, Texas           | Ganador   |
| 1987 | Mejor director                                 | El cielo sobre Berlín  | Ganador   |
| 1993 | Gran Premio del Jurado                         | ¡Tan lejos, tan cerca! | Ganador   |
| 2014 | Premio especial de Un Certain Regard           | La sal de la tierra    | Ganador   |
| 2014 | Premio François Chalais Mención especial       | La sal de la tierra    | Ganador   |
| 2014 | Premio del Jurado Ecuménico - Mención especial | La sal de la tierra    | Ganador   |

Festival Internacional de Cine de Venecia
| Año  | Categoría        | Película               | Resultado |
| ---- | ---------------- | ---------------------- | --------- |
| 1982 | León de Oro      | El estado de las cosas | Ganador   |
| 1982 | Premios FIPRESCI | El estado de las cosas | Ganador   |
| 1995 | Premio FIPRESCI  | Más allá de las nubes  | Ganador   |
| 2004 | Premio UNESCO    | Tierra de abundancia   | Ganador   |

Festival Internacional de Cine de San Sebastián
| Año  | Categoría          | Película            | Resultado |
| ---- | ------------------ | ------------------- | --------- |
| 2014 | Premio del público | La sal de la tierra | Ganador   |

## Exposiciones (selección)
- 2001: "Imágenes de la Superficie de la Tierra", Hamburger Bahnhof - Museo contemporáneo, Berlín.[26]
- 2010: "Lugares, extraños y quietos", Museu de Arte de São Paulo, São Paulo.
- 2012: "Lugares, extraños y quietos", Sammlung Falckenberg, Hamburgo.
- 2013: "Wim Wenders Fotografías", Fundación Sorigué,  Lérida.[27]
- 2014: "Lugares, extraños y quietos", Kunstforeningen]], GL Strand, Copenhague.
- 2015: "Wim Wenders. América", comisariada por Anna Bernadini, Villa Menafoglio Litta Panza, Varese.
- 2015: "4REAL & TRUE2. Wim Wenders. Fotografías. Paisajes", comisariada por Beat Wismer, Museum Kunstpalast, Dusseldorf.
- 2015: "time capsules. by the side of the road. Wim Wenders' fotografías recientes", BlainSouthern, Berlín.
- 2015: "En plena luz del día hasta los sonidos brillan. Wim Wenders descubriendo Portugal", comisariada por Anna Duque y González y Laura Schmidt, Reservatório da Mãe d'Água das Amoreiras, Lisboa[28]
- 2016: "El espacio entre los caracteres puede llevar la carga", Colección Ivo Wessel, Weserburg Museo de Arte Moderno, Bremen.

## Obras escritas
- Lindbergh, Peter; Wenders, Wim (2002), Peter Lindbergh: stories, Santa Fe: Arena Editions, ISBN 978-1-892041-64-7.
- Shepard, Sam; Wenders, Wim (1991), Paris, Texas: Screenplay, New York: Ecco Press, ISBN 978-0-88001-266-9.
- Steinhilber, Berthold; Wenders, Wim (2003), Ghost towns of the American West, New York: Harry N. Abrams, Inc., ISBN 978-0-8109-4508-1.
- Wenders, Wim (1986), Emotion pictures: Essays und Filmkritiken, 1968–1984, Frankfurt: Verlag der Autoren, ISBN 978-3-88661-078-5.
- Wenders, Wim (1989), Emotion pictures: reflections on cinema, London: Faber and Faber, ISBN 978-0-571-15271-1.
- Wenders, Wim (2001), Once: pictures and stories, New York: DAP/Schirmer/Mosel, ISBN 978-1-891024-25-2.
- Wenders, Wim (1984), Paris, Texas, Nördlingen: Greno, ISBN 978-3-921568-11-8.
- Wenders, Wim (2001), Written in the West, New York: teNeues, ISBN 978-3-8238-5469-2.
- Wenders, Wim; Handke, Peter (1998), Der Himmel über Berlin: Ein Filmbuch von Wim Wenders und Peter Handke (en alemán), Berlin: Suhrkamp Verlag, ISBN 978-3-518-02406-5.
- Wenders, Wim; Hofmann, Michael (1992), The logic of images: essays and conversations, London: Faber and Faber, ISBN 978-0-571-16517-9.
- Wenders, Wim; Hofmann, Michael (2000), My time with Antonioni: the diary of an extraordinary experience, London: Faber and Faber, ISBN 978-0-571-20076-4.
- Wenders, Wim; Hofmann, Michael (2001), On film: essays and conversations, London: Faber and Faber, ISBN 978-0-571-20718-3.
- Wenders, Wim; Tawada, Yoko (2007), Where Europe begins, New York: New Directions Publishers, ISBN 978-0-8112-1702-6.
- Wenders, Wim; Wenders, Donata (2000), The heart is a sleeping Beauty: the Million Dollar Hotel - a film book, New York: teNeues, ISBN 978-3-8238-5468-5.
- Wenders, Wim; Zournazi, Mary (2013), Inventing Peace: A Dialogue on Perception, London: I.B.Tauris, ISBN 978-1-78076-693-5.